# Ibbenbürener Steinkohlenrevier

Karte Ibbenbürener Bergbau

Das Ibbenbürener Steinkohlenrevier liegt im Nordwesten von Nordrhein-Westfalen in der Region Tecklenburger Land. Es umfasst die Ibbenbürener Bergplatte bei Ibbenbüren, den Piesberg bei Osnabrück und den Hüggel bei Hasbergen. Beide letzteren liegen in Niedersachsen.

## Geologie
Bedingt durch das Bramscher Pluton, sind die im Umland tief unter der Erdoberfläche liegenden Schichten des Oberkarbon und des Perm bis an die Oberfläche angehoben worden. Durch die Hitzewirkung des Plutons fand eine starke Inkohlung der Flöze statt. Erze lagerten sich in Spalten im Gebirge ab. So findet man Vererzungen in den Randlagen der drei Lagerstätten.

## Bergbau auf Steinkohle und Erze

### Ibbenbüren

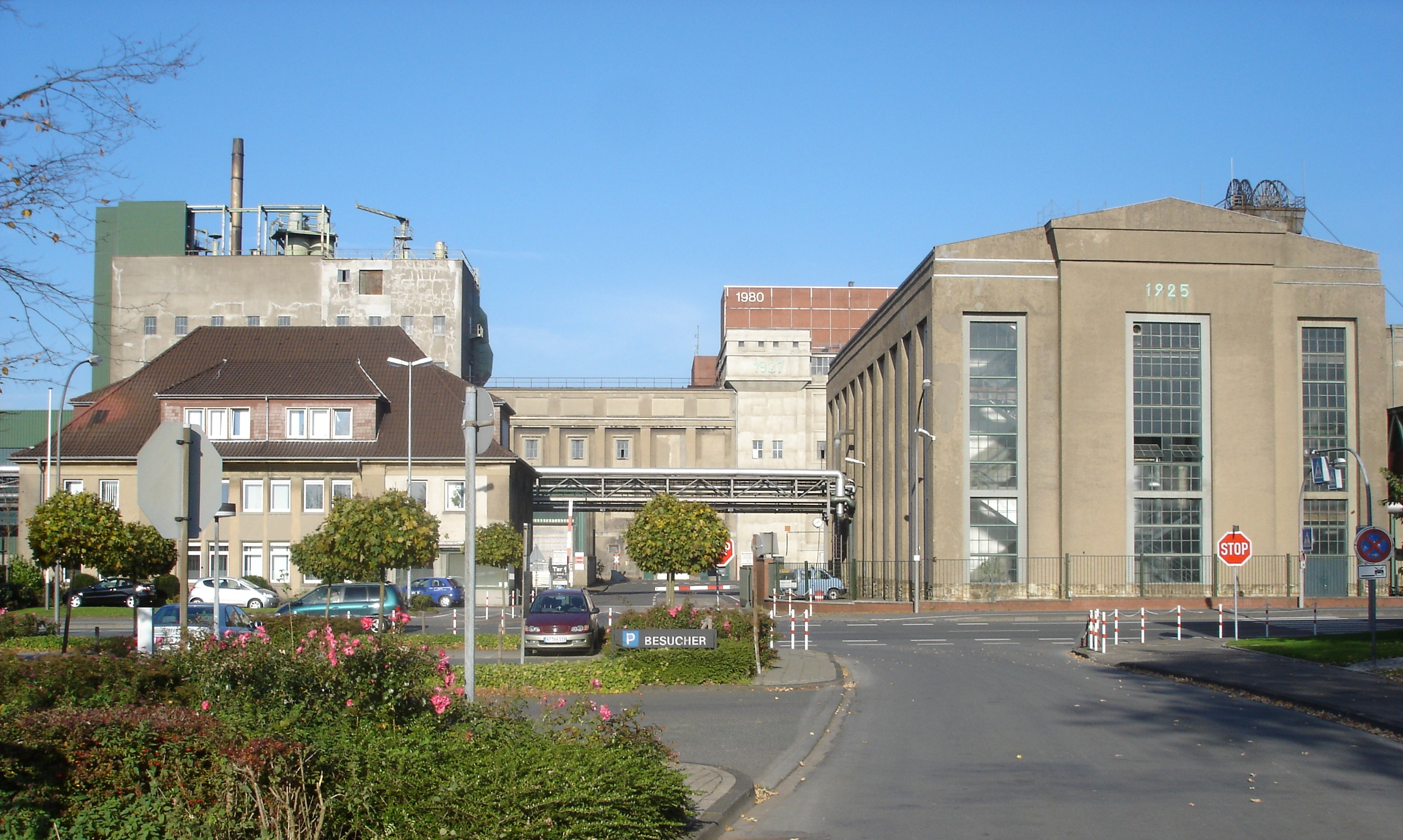
Haupttor vom Oeynhausenschacht des Bergwerks Ibbenbüren

Die Karbonscholle in Ibbenbüren ist 14 km lang in Ost-West- und 5 km breit in Nord-Süd-Ausrichtung. Sie wird durch den Bockradener Graben in zwei Teile gespalten. In dem Karbonhorst sind zahlreiche Anthrazitkohlenflöze eingelagert, das Westfeld, in dem der Bergbau seit 1979 beendet ist, sowie das Ostfeld, in dem sich das Bergwerk Ibbenbüren befindet, wo im August 2018 zum letzten Mal Kohle gefördert wurde.
In den Randzonen, in dem das Perm an den Karbonhorst anliegt, befinden sich Erzlagerstätten, im Westfeld bei Uffeln ein nicht abgebautes kleines Erzfeld, im Ostfeld größere Erzfelder, in denen im 19. Jahrhundert Erzbergbau stattfand.

#### Bergbau auf Kohle
- Bergwerk Ibbenbüren
- Grube Mieke
- Westfeld
- Zeche Ostfeld

#### Bergbau auf Erz
- Zeche Perm

### Piesberg

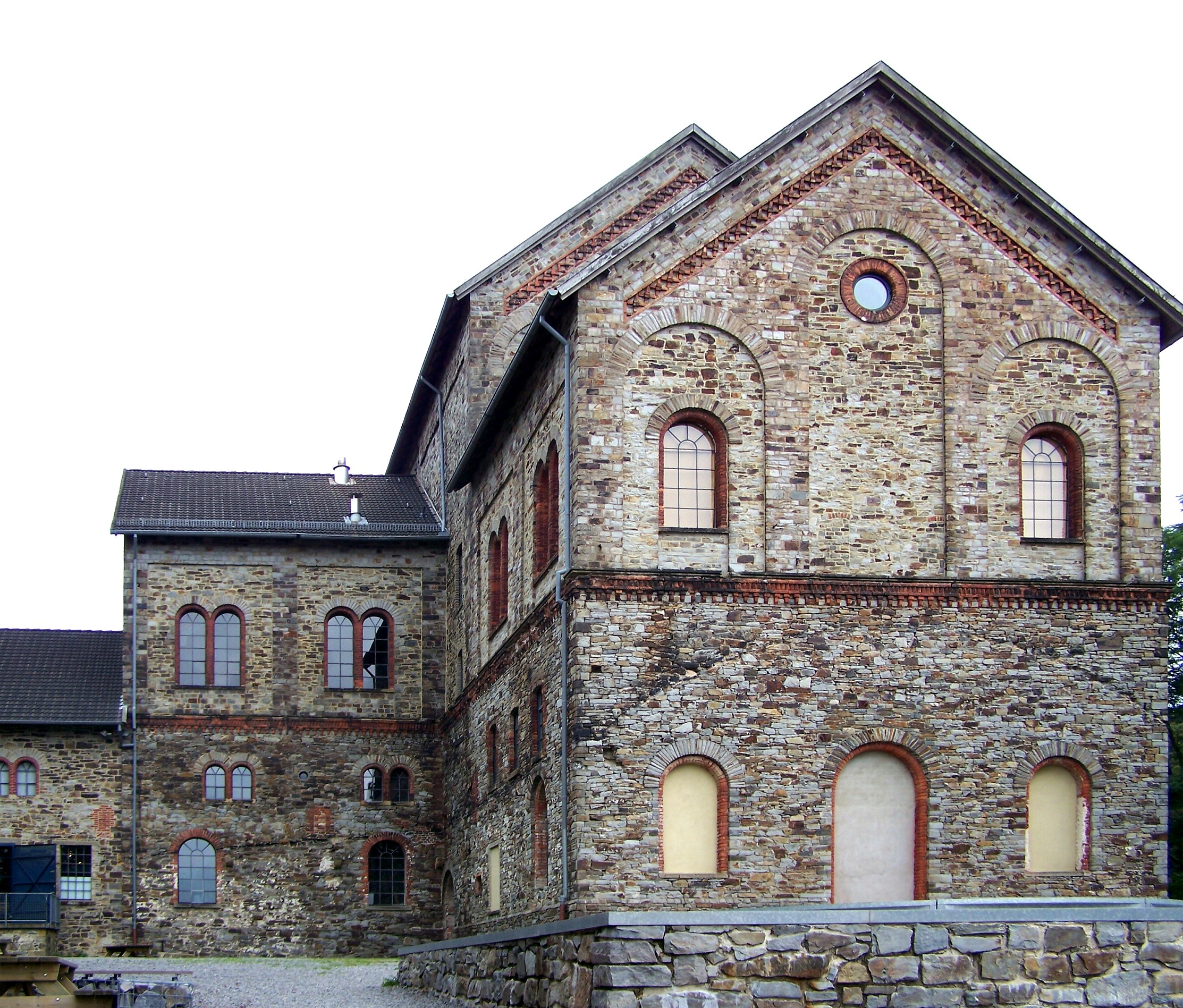
Der Haseschacht, heute Museum für Industriekultur

Der Piesberg, ein 1,9 km langer in Ost-West- und 1,2 km breiter in Nord-Süd-Richtung großer Aufbruch des Oberkarbon, liegt am nördlichen Stadtrand Osnabrücks. Hier fand bis 1898 Steinkohlenbergbau statt, der wegen starker Wasserzuflüsse aufgegeben wurde. Er befindet sich nicht in Nordrhein-Westfalen, sondern liegt direkt an der Grenze auf niedersächsischem Gebiet.
Heute prägt der Haseschacht mit dem Hasestollen das Bild des Piesberger Bergbaus. Diese wurden zum Teil wieder befahrbar gemacht und gehören zum Museum Haseschacht.
- Haseschacht (92 m tief)
- Stüveschacht (210 m tief)

Auch hier fand in kleinerem Maße Erzbergbau an den Rändern statt.

### Hüggel

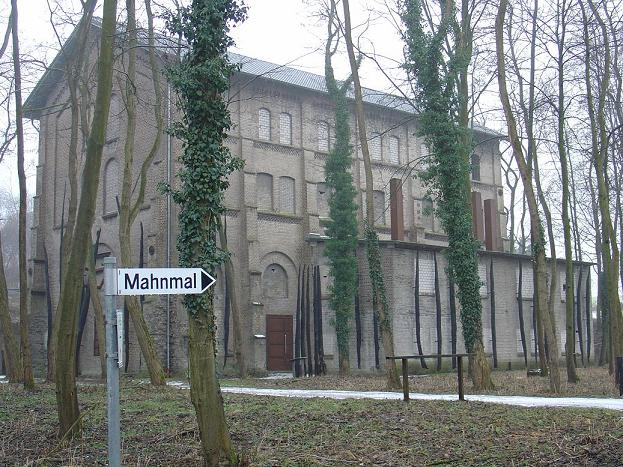
Das Pumpenhaus des Augustaschachtes am Hüggel

Der 8 km südlich von Osnabrück bei Hasbergen liegende Hüggel ist 3,7 km lang in Ost-West, und 0,7 km in Nord-Süd-Richtung. Die bergbaulichen Tätigkeiten waren hier jedoch ausschließlich auf Erze beschränkt. Dieser Abbau endete um 1940 mit der weitgehenden Erschöpfung der erdoberflächennahen Erzlagerstätten. Der Hüggel befindet sich 3 km östlich der Grenze zu Nordrhein-Westfalen und ist so auch ein Niedersachse. In dem ehemaligen Augustaschacht befand sich später das Arbeitserziehungslager Augustaschacht Ohrbeck.